# قلعه ناگویا (ولایت هیزن)

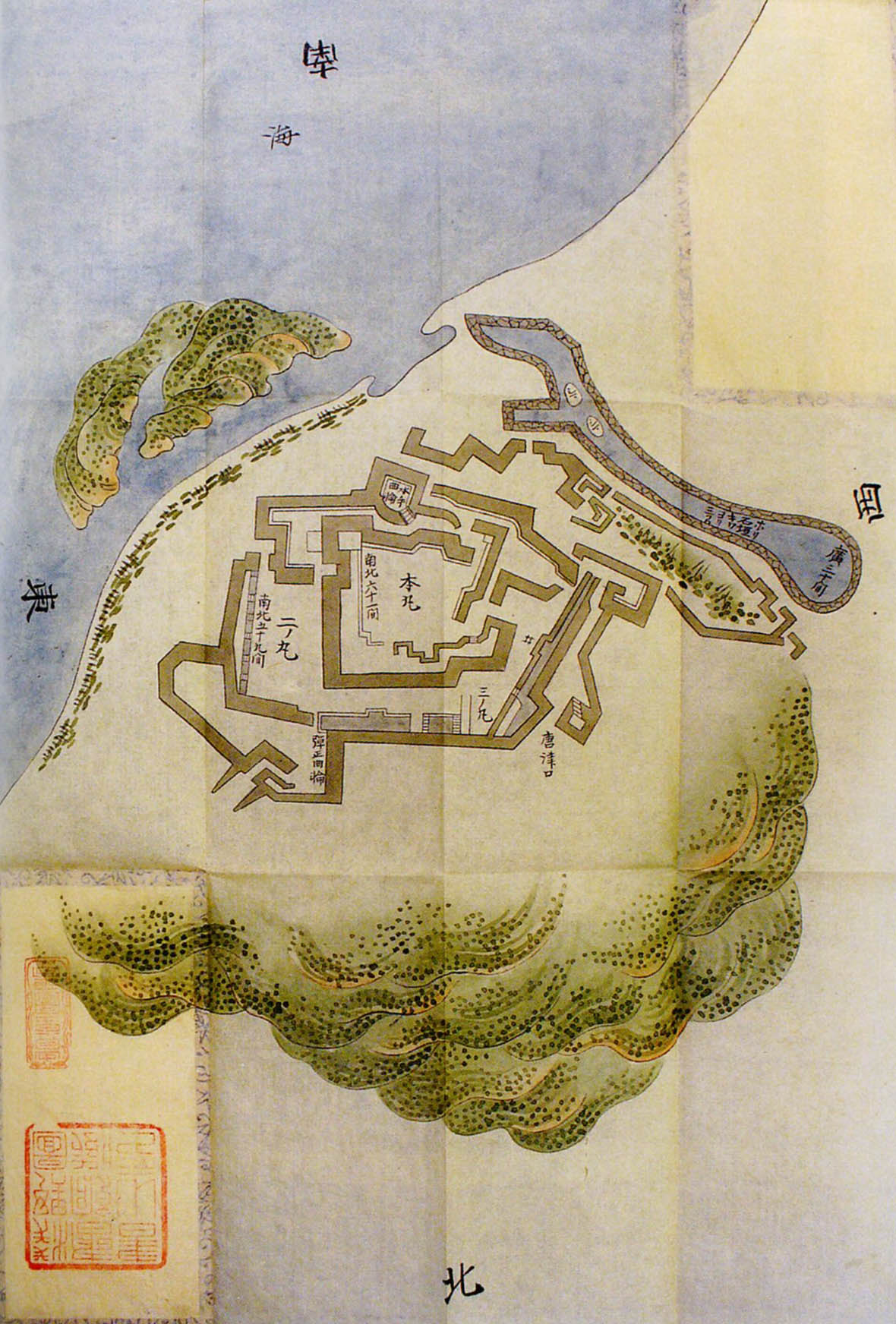
نقشه‌های قدیمی از قلعه ناگویا در ولایت هیزن

قلعه ناگویا (به ژاپنی: 名護屋城 Nagoya-jō) یک قلعه واقع در ولایت هیزن در ژاپن بود، در حال حاضر بین استان ساگا و استان ناگاساکی تقسیم می‌شود. این قلعه تاریخی پایگاهی برای تویوتومی هیده‌یوشی برای راه‌اندازی تهاجم هیده‌یوشی به کره (۱۵۹۸–۱۵۹۲) بود. امروزه هیچ‌یک از ساختارهای اصلی قلعه باقی نمانده‌است.